# Joseph P. Allen
Joseph Percival „Joe“ Allen IV (* 27. Juni 1937 in Crawfordsville, Indiana) ist ein ehemaliger US-amerikanischer Astronaut, der an zwei Raumflügen teilnahm.

## Leben
Joe Allen wuchs in Crawfordsville im US-Bundesstaat Indiana auf und besuchte die dortige Grundschule und die Crawfordsville High School. 1959 erhielt er den Bachelor in Mathematik und Physik der DePauw University in Greencastle (Indiana). Er wechselte zur Yale University und erhielt dort 1961 einen Master und vier Jahre später den Doktor im Fach Physik.
1965 und 1966 arbeitete Allen als Physiker im Labor für Nukleare Strukturen der Yale University. Von 1963 bis 1967 war er außerdem wissenschaftlicher Gastmitarbeiter im Brookhaven National Laboratory. Vor seiner Auswahl zum Astronauten war er als wissenschaftlicher Mitarbeiter im Labor für Nuklearphysik der University of Washington tätig.

## Astronautentätigkeit
Allen wurde am 4. August 1967 in die sechste Gruppe von Astronauten der NASA aufgenommen, die zweite Gruppe, die nicht aus Piloten, sondern aus Wissenschaftlern bestand. Die notwendige Ausbildung zum Piloten absolvierte Allen an der Vance Air Force Base in Oklahoma. Bei Apollo 15 war er Missionswissenschaftler und Mitglied der Unterstützungsmannschaft. Sowohl bei Apollo 15 als auch bei Apollo 17 war Allen Verbindungssprecher (Capcom). Es folgte eine Tätigkeit als wissenschaftlich-technischer Berater im Rat des US-Präsidenten für internationale Wirtschaftspolitik.
Von August 1975 bis 1978 war Allen im Hauptquartier der NASA in Washington D.C. stationiert und war dort mit administrativen Aufgaben betraut. 1978 kehrte er zum Johnson Space Center zurück. Dort war er an der Planung des ersten Testflugs eines Space Shuttles in den Orbit beteiligt und war der Verbindungssprecher für diese Mission. 1980 und 1981 arbeitete er als technischer Assistent des Flugdirektors der NASA.

### STS-5
Vom 11. bis 16. November 1982 nahm Allen an STS-5, seinem ersten Raumflug an Bord des Space Shuttles Columbia teil.

### STS-41-H
Die Mission STS-41-H sollte im September 1984 im Auftrag des US-Verteidigungsministeriums durchgeführt werden oder stattdessen einen TDRS-Satelliten aussetzen. Aufgrund von Problemen mit der IUS-Oberstufe wurde die Mission abgesagt. Als Besatzung waren Frederick Hauck, David Walker, Joseph Allen, Anna Fisher, Dale Gardner und die Nutzlastspezialisten der US Air Force Gary Payton und Frank Casserino nominiert. Als Ersatz-Nutzlastspezialist war Daryl Joseph vorgesehen.
Außer den Nutzlastspezialisten kamen alle Astronauten zur Mission STS-51-A.

### STS-51-A
Sein zweiter Raumflug, STS-51-A an Bord der Discovery, begann am 8. November und endete am 16. November 1984. Auf beiden Raumflügen wurden jeweils zwei Satelliten ausgesetzt. Bei der zweiten Mission wurden außerdem zwei Satelliten wieder eingefangen, die bei der Mission STS-41-B auf einer zu niedrigen Umlaufbahn ausgesetzt worden waren. Zum Einfangen der beiden Satelliten führten Allen und sein Kollege Dale Gardner zwei Außenbordaktivitäten durch. Insgesamt verbrachte Allen 13 Tage im All.
Noch vor seinem zweiten Flug ins All erschien 1984 das von Allen verfasste Sachbuch Vorstoß ins All – Mein Raumflug mit dem Space Shuttle, in dem er seine Erlebnisse bei STS-5 schildert und diese mit 1.000 Bildern eindrucksvoll illustriert.

## Austritt aus der NASA
Allen verließ die NASA am 1. Juli 1985 und wurde Geschäftsführer von Space Industries International in Washington, D.C. Später wurde er Vorsitzender der Veridian Corporation. Er trat 2004 von diesem Posten zurück.
Am 30. April 2005 wurde Allen in die Astronaut Hall of Fame aufgenommen.
Allen ist verheiratet und hat zwei Kinder.

## Werke
- Vorstoß ins All – Mein Raumflug mit dem Space Shuttle (1984) ISBN 3-7643-1637-3 im Birkhäuser Verlag, Stuttgart